# Scuola sottufficiali della Marina Militare
La Scuola sottufficiali della Marina militare (conosciuta anche come Mariscuola) prepara i marescialli, i sergenti e i volontari della Marina Militare italiana. Ha due sedi a Taranto e a La Maddalena, in Sardegna.
Le origini delle Scuole sottufficiali della Marina Militare risalgono alle Scuole CREM, sorte in luoghi e tempi diversi, in funzione delle necessità che, man mano, venivano a crearsi per le esigenze della Regia Marina. All'epoca, essendo molto alto il livello di analfabetismo, la Regia Marina e gli altri corpi militari hanno contribuito non poco a ridurre tale fenomeno.

## Storia
Il primo atto ufficiale del neocostituito Regno d'Italia relativo ad un istituto di formazione per gli equipaggi delle navi della Regia Marina, nata dalla fusione della Marina del Regno di Sardegna e della Marina del Regno delle due Sicilie, è stato il Regio decreto del 21 marzo del 1861 che regolamentava l'attività delle due Scuole degli Allievi Operai Macchinisti delle marine preunitarie, ubicate una a Genova ed un'altra a Napoli, che con Regio decreto del 25 settembre 1862 vennero unificate e diedero vita alla "Regia Scuola degli Allievi Macchinisti", che dopo un anno a Genova, venne ubicata inizialmente a La Spezia e poi trasferita a Venezia. Al contrario delle altre categorie che venivano formate ed addestrate direttamente a bordo durante i quattro anni di leva, come ad esempio nocchieri, i macchinisti necessitavano di una solida preparazione teorica e pratica per poter operare con le sofisticate macchine a vapore introdotte in quell'epoca sulle unità. Con Regio decreto 6 dicembre 1863 venne costituita la "Scuola per Allievi Marinai Cannonieri", anche questa a bordo di unità navali. In seguito venne deciso di costituire anche la "Scuola dei Torpedinieri" e la "Scuola dei Fuochisti", quest'ultima ospitata a bordo di una nave per addestrare gli allievi alla condotta delle caldaie.
A partire dal 1876 la Regia Marina disponeva di un'articolata serie di Scuole, alcune ospitate in caserme ed altre ancora a bordo di navi in grado di formare gli "specialisti", ovvero uomini specializzati a svolgere a bordo delle unità specifici compiti. Per i corsi svolti su unità navali, venivano scelte le navi più grandi e più vecchie per meglio alloggiare gli allievi a bordo e per non privare la flotta di un'unità di prima linea, con le navi che rimanevano quasi sempre in porto, e lasciavano gli ormeggi solo per effettuare brevi "uscite in mare" per l'addestramento degli allievi.
Nel corso della prima guerra mondiale, in applicazione di un nuovo ordinamento del C.R.E. (Corpo Regi Equipaggi), vennero riordinate le Scuole esistenti. La "Scuola Macchinisti" di Venezia, nel 1912 aveva cambiato denominazione in "Scuola Meccanici", e le scuole per mozzi, nocchieri e timonieri, venivano sempre ospitate a bordo di navi. Sempre nel 1912 a La Spezia vennero concentrate in località San Bartolomeo le "Scuole Specialisti" mentre al Varignano, nel 1916 venne istituita la "Scuola Radiotelegrafisti e Semaforisti".
L'organizzazione degli istituti di formazione della Regia Marina andò via via migliorando con il trascorrere del tempo, da un lato specializzando sempre più le figure professionali, dall'altro, di pari passo con lo sviluppo tecnologico delle unità navali, vennero introdotte nuove categorie, come nel 1916 con i Semaforisti e Radiotelegrafisti, fino ad arrivare alle sedici categorie che nel 1919 componevano il Corpo Reale Equipaggi.
Nel 1924 venne istituita la Scuola di Pola, dopo che in conseguenza della prima guerra mondiale Pola era entrata a far parte del Regno d'Italia.
Nel 1926 viene introdotta la nuova denominazione C.R.E.M. (Corpo Reali Equipaggi Marittimi), per distinguerli da quelli della Regia Aeronautica; nello stesso periodo, ormai abolite le Scuole di bordo, venne unificata l'organizzazione delle Scuole, articolata territoriale su tre poli con le scuole di San Bartolomeo (La Spezia), Pola e Venezia che avrebbero mantenuto questa configurazione fino all'armistizio dell'8 settembre 1943.
I corsi che vi si svolgevano avevano la durata che andava da 7 a 12 mesi ed avevano lo scopo di iniziare alla vita militare marinaresca i giovani provenienti da arruolamento volontario, educandoli e fornendo loro tutti gli elementi di istruzione teorico/pratica che dovevano possedere tutti coloro che intendevano diventare graduati nelle varie specializzazioni del Corpo Regi Equipaggi Marittimi.
Durante i corsi veniva migliorata e perfezionata la cultura generale e tecnica dei Sottocapi affinché fossero abilitati a conseguire l’idoneità al grado superiore. Nei corsi venivano eseguiti studi ed esperimenti sui materiali da guerra che appartenevano alle competenze di ciascuna scuola e venivano aggiornate le teorie e compilate norme e pubblicazioni inerenti l’istruzione del personale delle varie categorie.
Le Scuole di S. Bartolomeo istituite nel 1912, nel 1941 contavano 2000 allievi delle seguenti categorie:
- Torpedinieri
- Siluristi
- Elettricisti
- Radiotelegrafisti (R.T.)
- Specialisti Direzione Tiro (S.D.T.)
- Palombari
- Furieri

La Scuola di Venezia nel 1941 contava 1165 allievi ed era riservata ai soli giovani volontari meccanici che ricevevano le istruzioni teorico-professionali per il funzionamento e la condotta degli apparati motori delle navi.
A Pola inizialmente venne istituita solo la Scuola Motoristi; nel 1925 vennero istituiti i corsi per gli allievi nocchieri e cannonieri delle corazzate Roma e Napoli. Successivamente i corsi interessarono anche le seguenti categorie:
- Segnalatori
- Fuochisti
- Carpentieri
- Furieri
- Infermieri

La Scuola di Pola era la più rappresentativa di quel periodo e nel 1941 ospitava 3000 allievi volontari. Nell'aprile 1940 a Pola venne anche istituita la Regia Scuola Sommergibilisti, lontano dallo scenario della guerra in mare, rilevando dalla Regia Aeronautica un complesso di edifici che venne riadattato ad alloggi, servizi, strutture didattiche per addetti ed allievi, ed officine.
Alla fine dei corsi veniva rilasciato un diploma che permetteva agli allievi di poter partecipare al concorso, bandito dal Comando C.R.E.M., per allievo Sergente. Coloro che, terminato il periodo di ferma, preferivano tornare alla vita civile, erano in grado di trovare lavoro nelle varie industrie che avevano bisogno di tecnici specializzati.
Dopo la proclamazione dell'armistizio, avendo le tre scuole C.R.E.M. ubicate nel Norditalia cessato la loro attività, nel periodo della cobelligeranza si dovette immediatamente affrontare il problema relativo all'organizzazione dei Corsi Ordinari per i nuovi arruolati e provvedere al completamento della formazione e dell'addestramento del personale, interrotto a causa delle vicende belliche. Essendo state gran parte delle infrastrutture militari di Taranto requisite dagli Alleati e non disponendo di caserme a terra, venne deciso di organizzare i corsi a bordo di alcune grandi unità in grado di ospitare contemporaneamente gli allievi ed il personale addetto: Nave Doria ormeggiata a Siracusa e Nave Duilio in banchina a Taranto; tale organizzazione coinvolse anche altre navi fino alla fine del conflitto.
Al termine della seconda guerra mondiale, alla fine del 1945, affinché moltissimi Sottufficiali potessero completare la formazione e l'addestramento venne deciso le attività vennero concentrata presso le neocostituite Scuole Sottufficiali di Venezia, dove si sarebbero tenuti tutti i corsi per i Sottufficiali, mentre i Corsi Ordinari per gli Allievi Sottufficiali e per il Personale volontario del C.R.E.M. si sarebbero continuati a tenere sulle unità navali ormeggiate a Taranto e Siracusa.
Con la proclamazione della Repubblica la vecchia dizione monarchica C.R.E.M.  venne cambiata nella nuova dizione C.E.M.M. (Corpo Equipaggi Militari Marittimi), per adeguarla alla nuova forma istituzionale repubblicana dello Stato, mentre Pola, nel 1947 in conseguenza del trattato di pace sarebbe stata ceduta alla Jugoslavia.
Nel 1947 venne istituito il Comando Scuole CEMM di Taranto e nel 1949 il Comando Scuole C.E.M.M. di La Maddalena. Nel 1952 venne assunta la denominazione Gruppo Scuole C.E.M.M. rispettivamente di Taranto, La Maddalena e Venezia e nel 1953 viene costituito il Gruppo Scuole C.E.M.M. di Portoferraio. Nel 1962 vennero soppresse le scuole di Venezia e Portoferraio ed il Gruppo Scuole definitivamente ubicato a La Maddalena e Taranto,  concentrado presso il Gruppo Scuole della Maddalena le Scuole delle categorie più propriamente marinaresche, quali nocchieri e tecnici di macchine e di quelle relative ai servizi logistici, quali furieri e infermieri, mentre presso il Gruppo Scuole di Taranto vennero concentrate le Scuole delle categorie più propriamente operative, quelle del personale impiegato al funzionamento di apparati elettronici e sistemi d'arma.
A partire dal 1980 le Scuole hanno subito radicali trasformazioni a livello organizzativo e di competenze fino ad arrivare alla attuale struttura con la denominazione di Scuola sottufficiali della Marina Militare.

## Le sedi

### Taranto
Nella sede di Taranto sono concentrate le Scuole delle categorie più propriamente "operative", quelle del personale che dovrà impiegare apparati elettronici e sistemi d'arma, e di quelle dei servizi logistici, scienze e gestione delle attività marittime, informatica e comunicazione digitale, furieri e infermieri militari, in particolare corsi per:
- Corso Complementare Marescialli
- Corso Normale Marescialli (con campagna su Nave Palinuro)
- Corsi volontario in ferma prefissata iniziale (VFI)
- Corsi volontario in ferma prefissata triennale (VFT)
- Sergenti
- Corsi estivi di vela

### Sede La Maddalena

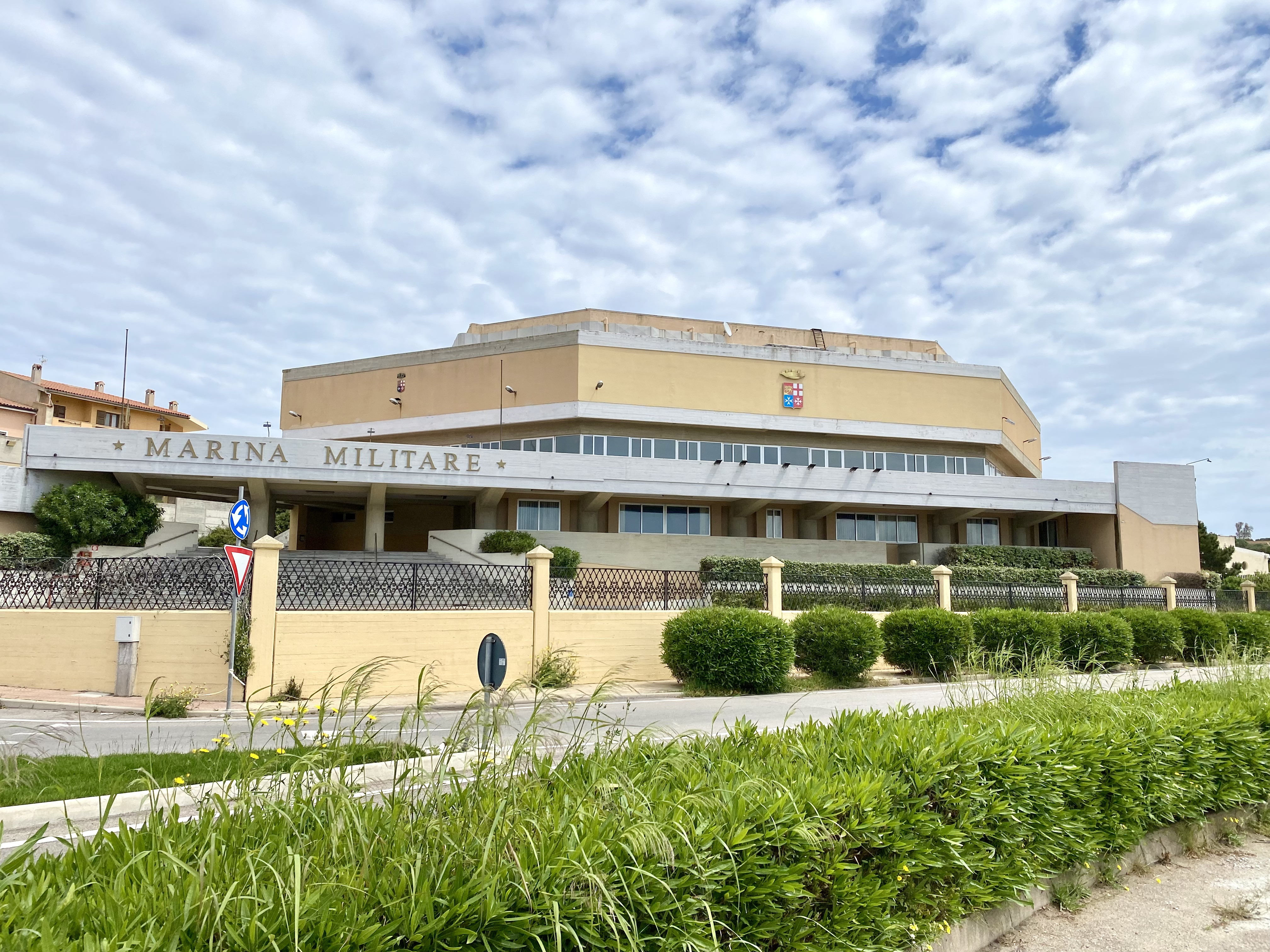
Esterno della Scuola Sottufficiali della Marina Militare, a La Maddalena

Nella sede della Maddalena sono raggruppate le Scuole delle categorie più propriamente marinaresche quali nocchieri e tecnici di macchine e nocchieri di porto della Guardia Costiera, facendo anche uso della Nave Scuola Palinuro, in particolare corsi per:
- Nocchieri
- Nostromi
- Tecnici di macchina
- Nocchieri di porto della Guardia costiera
- Comando e condotta mezzi navali
- Condotta impianti di propulsione
- Rilascio di brevetti e titoli di navigazione
- Corsi estivi di vela